# Mikojan-Gurevič MiG-5
Mikojan-Gurevič MiG-5 tudi DIS (rusko Дальний истребитель сопровождения/ Dalnij Istrebitel' Soprovozhdenya - "Spremljevalni lovec z dolgim dosegom") je bil predlagan sovjetski dvomotorni propelerski lovec. Sprva je uporabljal V-motorje Mikulin AM-37, testirali so tudi verzijo z zvezdastimi motorji Švecov AŠ-82. V nobenem primeru ni bilo željenih sposobnosti, zato so po dveh zgrajenih prototipih, program preklicali. 

## Specifikacije
Podatki iz Gordon and Komissarov, OKB Mikoyan: A History of the Design Bureau and its Aircraft
Splošne značilnosti
- Posadka: 1
- Dolžina: 11,2 m (36 ft 9 in)
- Razpon kril: 15,3 m (50 ft 2 in)
- Višina: 3,4 m (11 ft 2 in)
- Površina kril: 38,9 m2 (419 sq ft)
- Aeroprofil: Clark YH
- Bruto teža: 8.060 kg (17.769 lb)
- Kapaciteta goriva: 1.920 kg (4.230 lb)
- Pogon letala: 2 × Mikulin AM-37 mehansko polnjeni 12-valjni V-motor, 1.044 kW (1.400 hp) vsak
- Propelerji: št. lopatic: 4 AV-9B-L-149, 3 m (9 ft 10 in) premer

Zmogljivost
- Maks. hitrost: 610 km/h (379 mph; 329 kn) at 6.800 m (22.310 ft)
- Doseg: 2.280 km (1.417 mi; 1.231 nmi)
- Višina leta: 10.900 m (35.761 ft)
- Čas do višine: 5,5 minut do 5.000 m (16.404 ft)
- Obremenitev kril: 207,2 kg/m2 (42,4 lb/sq ft)

Oborožitev

- Strelno orožje: 1 × 23 mm VYa top
- 2 × 12,7 mm Berezin UB strojnice
- 4 × 7,62 mm ŠKAS strojnice

## Podobna letala
- de Havilland Mosquito
- Focke-Wulf Fw 187
- Lockheed P-38 Lightning
- Messerschmitt Bf 110
- Nakajima J5N
- Westland Whirlwind